# بوغدای‌لی (بایبورد)
بوغدای‌لی (به ترکی استانبولی: Buğdaylı)؛ (به ارمنی: Տանձուտ)؛ (به کردی: Danzût)) یک منطقهٔ مسکونی در ترکیه است که در بایبورد واقع شده‌است. بوغدای‌لی ۱۳۰ نفر جمعیت دارد.